# 원순숙비
원순숙비 김씨(元順淑妃 金氏, ? ~ 1055년 이전)는 고려의 제8대 국왕 현종의 후비이다. 덕종의 제1비 경성왕후의 생모이다.

## 생애

### 가계
평장사를 지낸 김인위(金因渭)의 딸이며, 그 출신지는 기록이 없어 알 수 없다. 본관은 경주이며, 권신이었던 이자연의 처 계림국대부인과는 자매간이다. 따라서 이자연의 딸들인 문종의 제2비 인예왕후, 인경현비, 인절현비와 이자연의 아들인 이석, 이호, 이정의 이모가 된다.

### 왕비 시절
언제 처음으로 입궁하였는지는 알 수 없으며, 다만 처음에는 그 호를 경흥원주(景興院主)라고 하였다. 이후 1024년(현종 15년) 음력 1월 28일 덕비(德妃)에 책봉되었으며, 이 해 음력 9월 원순숙비의 아버지 김인위에게 상서좌복야 참지정사 주국 경조현개국남(尙書左僕射 叅知政事 柱國 京兆縣開國男)의 작위와 식읍 300호가 내려지고, 잉령치사하게 하였다.

### 사망과 후손
《고려사》에는 그녀가 언제 사망하였는지 기록이 남아있지 않다. 다만 《고려사》〈열전〉편의 원목왕후 항목에는 1057년(문종 11년) 음력 5월에 사망한 원목왕후의 장례에 대해 문종과 대신들이 의견을 나누는 모습이 등장하는데, 이 과정에서 "을미년 12월 판지에 경흥원주 귀비를 문화대비의 예에 의하여 장례하고, 그 능호를 제하게 하였다."라는 말이 등장하는 것으로 보아 원숙숙비는 적어도 을미년인 1055년(문종 9년) 음력 12월 이전에 사망한 것은 확실하며, 또한 그 능호도 없었음을 알 수 있다. 또한 그 장례는 성종의 제2비인 문화왕후(문화대비)의 예에 맞춰 진행된 것으로 보인다. 시호는 원순숙비(元順淑妃)이다.
남편 현종과의 사이에서 딸 하나를 낳았는데, 이 딸이 훗날 덕종의 제1비인 경성왕후이다. 경성왕후의 김씨 성은 원순숙비의 성을 따른 것이다.

## 가족 관계
- 아버지 : 김인위 (金因渭, 생몰년 미상)
  - 자매 : 계림국대부인 김씨 (鷄林國大夫人 金氏) - 이자연의 처
    - 조카 : 문종 제2비 인예순덕태후 이씨 (仁睿順德太后 李氏, ? ~ 1092년)
    - 조카 : 문종 제3비 인경현비 이씨 (仁敬賢妃 李氏, 생몰년 미상)
    - 조카 : 문종 제4비 인절현비 이씨 (仁節賢妃 李氏, ? ~ 1082년)
- 시부 : 추존왕 안종 (安宗, ? ~ 996년)
  - 남편 : 고려 제8대 현종 (顯宗, 992년 ~ 1031년, 재위 : 1009년 ~ 1031년)
    - 딸 : 덕종 제1비 경성왕후 김씨 (敬成王后 金氏, ? ~ 1086년)
    - 사위 : 고려 제9대 덕종 (德宗, 1016년 ~ 1034년, 재위 : 1031년 ~ 1034년)